# 西康路桥

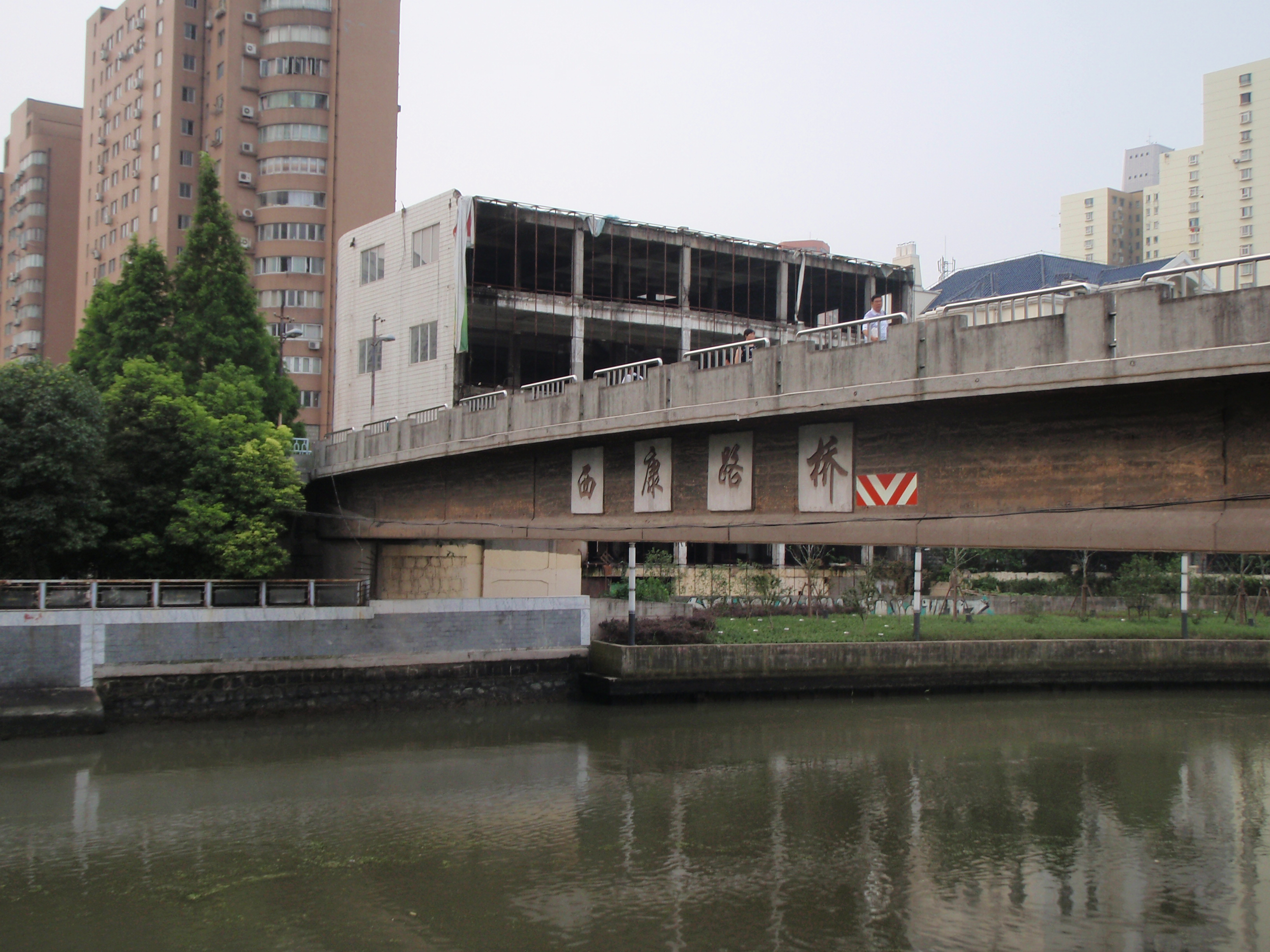
西康路桥

西康路桥又稱西康路人行橋，是中國上海市普陀區一座跨越蘇州河的人行桥。它北通光复西路，南连西康路，全长48米。必須靠台阶才能上下西康路桥，台阶的两侧有窄坡，可以推行自行車。电影《烛光里的微笑》中有片段就是在西康路桥拍摄的。
當地原本是小沙渡。1981年，西康路桥建成。2015年前后，當局對西康路桥进行景观改造。